# Arthrosaura guianensis
Espèce
Arthrosaura guianensis est une espèce de sauriens de la famille des Gymnophthalmidae.

## Répartition
Cette espèce est endémique du mont Ayanganna au Guyana.

## Description
Le mâle holotype mesure 63 mm de longueur standard.

## Étymologie
Son nom d'espèce, composé de guian[a] et du suffixe latin -ensis, « qui vit dans, qui habite », lui a été donné en référence au lieu de sa découverte.

## Publication originale
- MacCulloch & Lathrop, 2001, « A New Species of Arthrosaura (Sauria: Teiidae) from the Highlands of Guyana », Caribbean Journal of Science, vol. 37, no 3/4, p. 174-181 (texte intégral).